# Загублені (сезон 5)
П'ятий сезон телесеріалу «Загублені» вийшов в ефір 21 січня 2009 року в США та Канаді. Сезон налічував 17 серій та закінчився двогодинним фіналом 13 травня 2009 року. Цей сезон продовжить історію уцілілих з рейсу 815 Oceanic Airlines, що зазнав авіакатастрофи на невідомому острові в південній частині Тихого океану. За словами со-продюсера Девіда Лінделофа сезон «про те, чому [тим, хто покинув острів] потрібно повернутися».
Прем'яра п'ятого сезону складалася з одного кліп-шоу та двох нових серій. Решта сезону виходила щосереди на телеканалі ABC о 21:00.
В Україні серіал виходив з 17 серпня по 10 вересня 2009 року на телеканалі «Новий канал» у будні о 23:00.
8 грудня 2009 року компанія Buena Vista Home Entertainment випустила сезон на DVD та Blu-ray Disc під назвою «Lost: The Complete Fifth Season – The Journey Back, Expanded Edition» (укр. Загублені: П'ятий сезон).

## Виробництво
Сезон спродюсований компаніями ABC Studios, Bad Robot Productions та Grass Skirt Productions. Уперше транслювався на американському телеканалі ABC та канадському CTV. Сезон переважно був знятий на Гаваях з пост-продакшн у Лос-Анджелесі.
Над сезоном працювали: виконавчий продюсер і творцем серіалу Джефрі Дж. Абрамс; виконавчі продюсери Демон Лінделоф, Браян Берк, Джек Бендер, Карлтон К'юз; со-виконавчі продюсери Едвард Кітсіс та Адам Головіц, Дред Годдард; супервайзовий продюсер Елізабет Сарнофф, редактор Крістіна М. Кім, со-продюсер Браян К Вауґган. Регулярними директорами були Бендер, Стефан Вільямс. Сценарій написаний Лінделофом та К'юзом, які також були шоуранерами.

## У ролях
У п'ятому сезоні 14 головних персонажів. Усі із четвертого сезону. Оскільки сюжет розповідав про різні групи людей із різних часових періодів, то склад можна поділити на дві частини.
| Актор            | Роль                                  | Примітки                                     |
| ---------------- | ------------------------------------- | -------------------------------------------- |
| Метью Фокс       | Джек Шепард (утекли з острова)        | лідер групи уцілілих, нейрохірург            |
| Еванджелін Ліллі | Кейт Остін (утекли з острова)         | колишня утікачка                             |
| Хорхе Гарсія     | Х'юго «Херлі» Реєс (утекли з острова) | психічно хворий мільйонер                    |
| Невін Ендрюс     | Саїд Джарра (утекли з острова)        | колишній спеціаліст із катувань              |
| Юнджин Кім       | Сан Хва Квон (утекли з острова)       | вдова                                        |
| Генрі Єн К'юсик  | Дезмонд Г'юм (утекли з острова)       | колишній солдат, прожив на острові три роки  |
| Майкл Емерсон    | Бенджамін Лайнус (утекли з острова)   | жив на острові та був лідером «інакших»      |
| Джош Голловей    | Джеймс «Сойер» Форд (залишилися)      | колишній шахрай                              |
| Елізабет Мітчелл | Джульєт Берк (залишилися)             | експерт із фертильності, колишня «інакша»    |
| Кен Люн          | Майлз Штром (залишилися)              | медіум та член наукової команди з корабля    |
| Реббека Мейдер   | Шарлотта Льюїс (залишилися)           | учений-антрополог із корабля                 |
| Джеремі Девіс    | Деніел Фарадей (залишилися)           | неуважний фізик з корабля                    |
| Даніель Де Кім   | Джин Су Квон                          | колишній вибивала                            |
| Террі О'Квінн    | Джон Локк                             | єдина людина, що контактує з різними групами |

## Список серій
| № серії (загалом) | № серії (в сезоні) | Назва серії                              | Режисер(и)     | Сценарист(и)       | Головні персонажі | Оригінальна дата показу | Дата показу в Україні | Глядачів (млн) |
| --- | ------------------ | ---------------------------------------- | -------------- | ------------------ | ----------------- | ----------------------- | --------------------- | -------------- |
| 87 | 1                  | «Because You Left» «Тому, що ви поплили» | Стівен Вільямс | Деймон Лінделоф    | Буде оголошено    | 21 січня 2009           | невідомо              | 11,66          |
| Решта на острові починають відчувати наслідки переміщення острова, а Джек і Бен починають роботу по возз'єднанню Шістки Oceanic, щоб повернутися на острів з тілом Джона і врятувати тих, хто залишився. |                    |                                          |                |                    |                   |                         |                       |                |
| 88 | 2                  | «The Lie»                                | Джек Бендер    | Едвард Кітсіс      | Х'юго Реєс        | 21 січня 2009           | невідомо              | 11,08          |
| Херлі і Саїд ховаються від поліції після того, що сталося на місці зустрічі. Жителі острова піддаються нападу з боку невідомих ворогів. А старий знайомий робить Кейт привабливу пропозицію, яка допоможе зберегти «Брехню» в таємниці. |                    |                                          |                |                    |                   |                         |                       |                |
| 89 | 3                  | «Jughead»                                | Род Голокомб   | Елізабет Сарнофф   | Дезмонд Г'юм      | 28 січня 2009           | невідомо              | 11,07          |
| Дезмонд розшукує матір Фарадея. Уцілілі намагаються знешкодити бомбу. |                    |                                          |                |                    |                   |                         |                       |                |
| 90 | 4                  | «The Little Prince»                      | Стівен Вільямс | Брайан К. Вон      | Кейт Остін        | 4 лютого 2009           | невідомо              | 10,98          |
| Хтось намагається відібрати Аарона у Кейт, і вона намагається дізнатися, хто саме. Тим часом Бен і Джек намагаються об'єднати всіх, хто вибрався з острова, а вся решта на острові намагаються дістатися до станції «Орхідея». |                    |                                          |                |                    |                   |                         |                       |                |
| 91 | 5                  | «This Place Is Death»                    | Пол Едвардс    | Едвард Кітсіс      | Сун і Джин        | 11 лютого 2009          | невідомо              | 9,77           |
| Джин приєднується до решти острів'яна. А Бен, Джек, Сун і Дезмонд збираються біля церкви. |                    |                                          |                |                    |                   |                         |                       |                |
| 92 | 6                  | «316»                                    | Стівен Вільямс | Деймон Лінделоф    | Джек Шепард       | 18 лютого 2009          | невідомо              | 11,27          |
| Шістка Oceanic знаходить дорогу на острів, але проблема в тому, що не всі хочуть туди повертатися. |                    |                                          |                |                    |                   |                         |                       |                |
| 93 | 7                  | «The Life and Death of Jeremy Bentham»   | Джек Бендер    | Деймон Лінделоф    | Джон Локк         | 25 лютого 2009          | невідомо              | 9,82           |
| У серії розкриваються подробиці фатальної місії Джона (під псевдонімом Джеремі Бентама) за межами острова. |                    |                                          |                |                    |                   |                         |                       |                |
| 94 | 8                  | «LaFleur»                                | Марк Голдман   | Елізабет Сарнофф   | Джеймс Форд       | 4 березня 2009          | невідомо              | 10,61          |
| Решта на острові вступають у DHARMA Initiative і очікують повернення Джона. Соєр бере собі псевдонім ЛаФльор. |                    |                                          |                |                    |                   |                         |                       |                |
| 95 | 9                  | «Namaste»                                | Джек Бендер    | Брайан К. Вон      | Буде оголошено    | 18 березня 2009         | невідомо              | 9,08           |
| Джек, Кейт і Херлі, за допомогою Соєра і Джульєт, починають працювати на DHARMA Initiative, приховуючи при цьому те, хто вони насправді. |                    |                                          |                |                    |                   |                         |                       |                |
| 96 | 10                 | «He's Our You»                           | Грег Яйтанс    | Едвард Кітсіс      | Саїд Джарра       | 25 березня 2009         | невідомо              | 8,82           |
| Ми дізнаємося про те, як Саїд Джарра потрапив на рейс 316, і про те, як він зміг вибратися з полону DHARMA Initiative. |                    |                                          |                |                    |                   |                         |                       |                |
| 97 | 11                 | «Whatever Happened, Happened»            | Бобі Рот       | Деймон Лінделоф    | Кейт Остін        | 1 квітня 2009           | невідомо              | 9,35           |
| Джульєт не може вилікувати пораненого Бена, а Джек відмовляється допомагати. Кейт відносить Бена Інакшим, щоб вони його зцілили. Річард пояснює, що це змінить хлопчика назавжди. У флешбекі Кейт вирішує повернутися на острів і залишає Аарона його бабусі. |                    |                                          |                |                    |                   |                         |                       |                |
| 98 | 12                 | «Dead Is Dead»                           | Стівен Вільямс | Елізабет Сарнофф   | Бенджамін Лайнус  | 8 квітня 2009           | невідомо              | 8,29           |
| Бен повертається на головний острів, щоб монстр судив його за те, що він дозволив Алекс загинути. Флешбеки показують викрадення Беном Алекс і його візит до Дезмонда і Пенні. Тим часом Лапідуса беруть в заручники уцілілі з рейсу 316. |                    |                                          |                |                    |                   |                         |                       |                |
| 99 | 13                 | «Some Like It Hoth»                      | Джек Бендер    | Мелінда Гсю Тейлор | Майлз Штром       | 15 квітня 2009          | невідомо              | 9,23           |
| У 1977 році Роджер, батько Бена, починає підозрювати, що його син зник через Кейт. Майлзу наказують доставити тіло з будмайданчика станції «Лебідь» його батькові, доктору Чангу. У флешбеці Майлз виявляє у себе здатність говорити з мертвими і наймається на корабель, що пливе на Острів.                                                                           |                    |                                          |                |                    |                   |                         |                       |                |
| 100 | 14                 | «The Variable»                           | Пол Едвардс    | Едвард Кітсіс      | Деніел Фарадей    | 29 квітня 2009          | невідомо              | 9,04           |
| Деніел повертається на Острів, щоб попередити його мешканців про катастрофу на станції «Лебідь». Джек, Кейт і Деніел затівають перестрілку з DHARMA Initiative, що в підсумку призводить до арешту Соєра і Джульєт. У флешбеці показані відносини Деніела з його батьками: Елоїза Гоукінг і Чарльзом Відмором.                                                          |                    |                                          |                |                    |                   |                         |                       |                |
| 101 | 15                 | «Follow the Leader»                      | Стівен Вільямс | Елізабет Сарнофф   | Буде оголошено    | 6 травня 2009           | невідомо              | 8,70           |
| У 1977 році Джек вирішує піти за порадою Фарадея і підірвати водневу бомбу, але Кейт не погоджується з ним. Доктор Чанг переконує членів DHARM'и покинути Острів, і разом з ними на підводному човні пливуть Соєр, Джульєт і Кейт. У 2007 Джон возз'єднується з Інакшими та Річардом і веде їх до Джейкоба, якого мріє вбити.                                           |                    |                                          |                |                    |                   |                         |                       |                |
| 102—103 | 16—17              | «The Incident»                           | Джек Бендер    | Деймон Лінделоф    | Джейкоб           | 13 травня 2009          | невідомо              | 9,43           |
| У 1977 році уцілілим вдається підірвати водневу бомбу на станції «Лебідь», що призводить до страшних наслідків для деяких персонажів. 2007 року Локк і Іакнші йдуть до основи чотирьохпалої статуї, де живе Джейкоб. Локк виявляється самозванцем: старий знайомий Джейкоба, він змушує Бена вбити його. У флешбеці Джейкоб зустрічається з кількома головними героями. |                    |                                          |                |                    |                   |                         |                       |                |